# Los dieciséis de Richmond

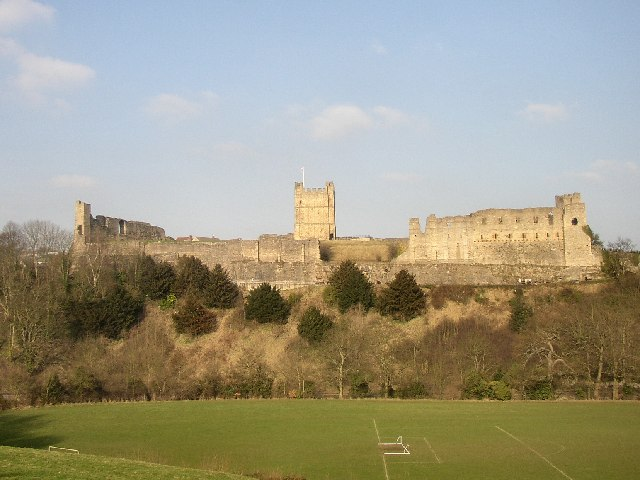
Castillo de Richmond.

Al inicio de la Primera Guerra Mundial en 1914, el ejército Británico disponía de 2.500.000 voluntarios. Con el transcurso de la guerra se vio que las bajas aumentaba, y que las hostilidades no terminarían tan pronto como habían prometido las políticas, tal cosa hizo que "el reclutamiento pasara de voluntario a forzoso", según el historiador especialista en temas bélicos Alan Lloyd.
Así, en 1916, se llamó a filas a varones solteros y más tarde a casados. Se crearon 2000 tribunales de conciencia para atender las apelaciones, pero a muy pocos objetores, se les otorgó la exención plena. La mayoría recibió órdenes de unirse a las fuerzas armadas. A quienes se negaron se les sometió a consejo de guerra, encarceló y trató con dureza. La historia contemporánea muestra la suerte que corrieron dieciséis objetores de conciencia, se les llegaría a conocer por : Los dieciséis de Richmond, al ser encarcelados en las mazmorras del Castillo de Richmond, en el condado inglés de North Yorkshire.

## Las pruebas
Las bajas causadas por la contienda aumentaban a paso alarmante en Francia y Bélgica. El general británico Douglas Haig y el ministro de Guerra Horatio Herbert Kitchener, necesitaban con desesperación más efectivos militares. Con el fin de presionar más se decidió aplicar a los dieciséis objetores de Richmond un castigo ejemplar: esposados y a punta de pistola, se les obligó a subir a un tren que los llevó en secreto a Francia. La revista "Heritage" relata qué, en la playa de Boulogne-sur-Mer, "los ataron con alambres de púas a unos postes, casi como si los estuvieran crucificando" y los hicieron presenciar el fusilamiento de un desertor británico. Los amenazaron con el mismo castigo sino obedecían las órdenes, posteriormente los hicieron marchar ante 3.000 soldados con el objeto de sentenciarlos a muerte, pero para entonces el ministro de Guerra Herbert Kitchener, había fallecido y el primer ministro Británico había tomado cartas en el asunto. Al general Haig, se le ordenó conmutar todas las penas capitales por diez años de trabajos forzados.

## El legado
Los dieciséis de Richmond, <<trajeron a la atención del público el tema de la Objeción de Conciencia, con lo que se ganaron el reconocimiento y respeto de los ciudadanos>>. Así propiciaron que las autoridades fueran más comprensivas con los objetores de conciencia durante la Segunda Guerra Mundial y en el futuro. En el año 2002, un hermoso jardín del Castillo de Richmond se dedicó en parte a la memoria de los dieciséis, como tributo a sus valores morales. Si, eran hombres con convicciones religiosas y valores morales muy profundos. Entre los dieciséis de Richmond, había metodistas, y cinco "Estudiantes Internacionales de la Biblia" (I.B.S.A), por sus siglas en inglés (nombre que recibieran entonces los Testigos de Jehová.)